# Carex stuessyi
Carex stuessyi är en halvgräsart som beskrevs av Gerald A. Wheeler. Carex stuessyi ingår i släktet starrar, och familjen halvgräs. Inga underarter finns listade i Catalogue of Life.